# Heidelberg (Adelsgeschlecht)

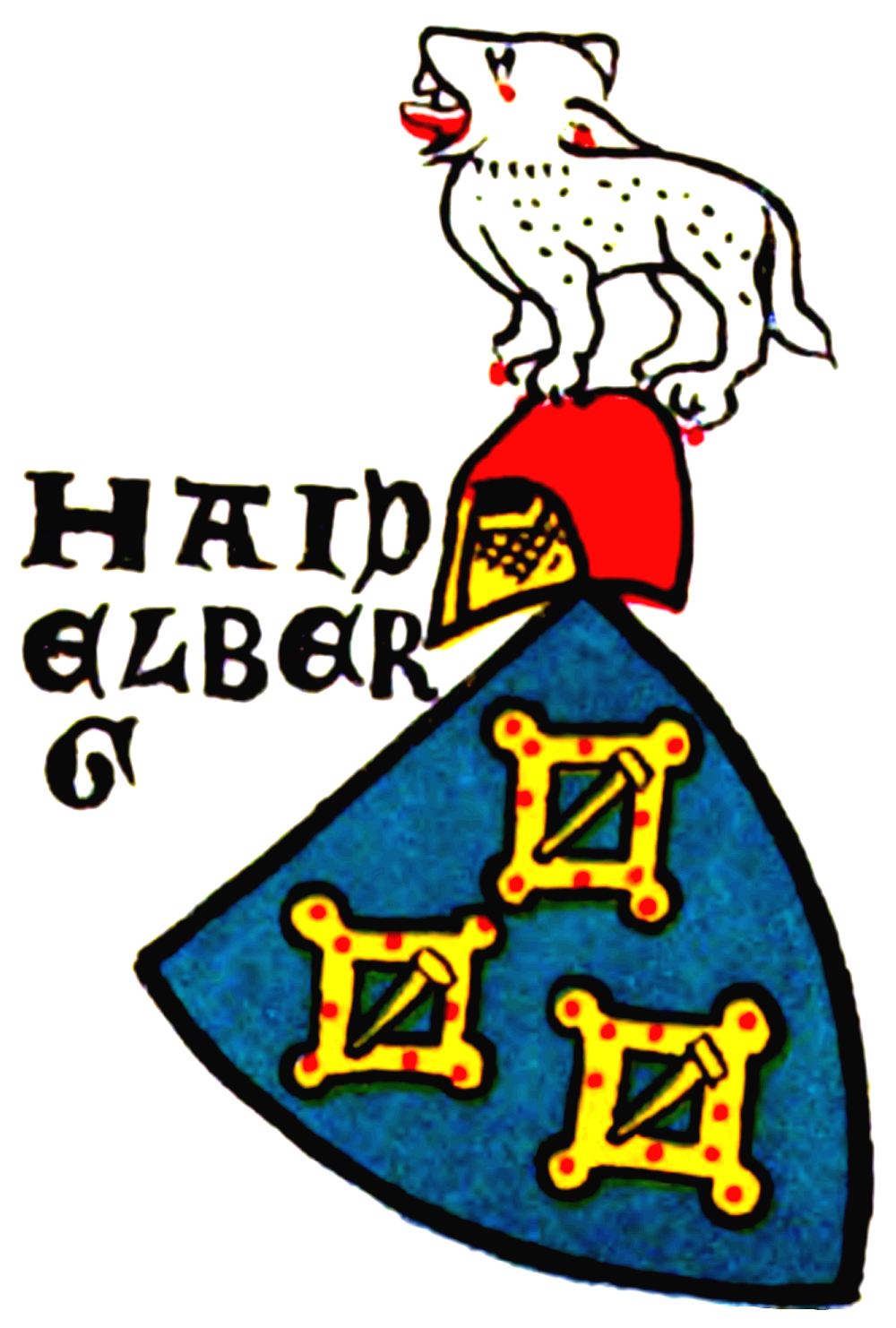
Wappen der Heidelberg in der Zürcher Wappenrolle, ca. 1340

Das Wappen der Herren von Heidelberg wird heute von der Gemeinde Hohentannen geführt.

Die Herren von Heidelberg (auch Haidelberg) waren ein vom 12. bis 15. Jahrhundert nachgewiesenes Adelsgeschlecht im Thurgau.
Die zum Ritteradel gehörenden und Herren von Heidelberg standen im Dienst des Bischofs von Konstanz. Als erste Vertreter des Geschlechts lassen sich Albrecht von Heldswil (1176 bis 1209 belegt) und dessen Söhne Wetzel (1209 bis 1243) und Albrecht (1236 bis 1243) nachweisen, die sich ab 1210 nach der Burg Heidelberg bei Hohentannen im heutigen Kanton Thurgau nannten. Die Familie besass Güter und Rechte, mehrheitlich bischöfliche Lehen, v. a. in und um Bischofszell, wo sie mehrmals den Stadtvogt stellte, aber auch in Arbon, Gossau SG, Tablat SG, Steckborn und Diessenhofen. Johannes hatte bis zur Auflösung 1354 vom Bischof Stadt und Burg Bischofszell als Pfand inne. Im 14. Jahrhundert bestanden Beziehungen zur Reichenau und zum Abt von St. Gallen. Von Letzterem erhielten die Heidelberg als Lehen bzw. Pfandlehen die Burgen Singenberg (1344) und Schönenberg (1392). 1439 veräusserte Ultimus Konrad die Burg Heidelberg und seine Tochter Elisabeth die Vogtei Zihlschlacht.
Eine Seitenlinie der Herren von Heidelberg nannte sich nach der Burg Blidegg in der Gemeinde Sitterdorf, so erstmals Wetzel von Heidelberg und Blidegg (1265 bis 1292), der wahrscheinlich mit Adelhaid von Schönenberg verheiratet war. Ab 1267 bekleidete er das Amt eines Marschalls des Bischofs von Konstanz. Darin folgten ihm sein mutmasslicher Sohn Wetzel (1307 bis 1320) und Herdegen (1327 bis 1338), mit dem die Seitenlinie erlosch. Als Lehen des Bischofs besass dieser Zweig der Familie Güter und Rechte in der Umgebung von Bischofszell, so die Vogteien Altenburg (evtl. den Burgstall Altenrain bei Gottshaus) und Hohentannen. Letztere erstattete der erst genannte Wetzel 1275 dem Bischof zugunsten einer Jahrzeit für seinen Bruder Herdegen zurück. 1302 gehörten den Herren von Heidelberg zwei Höfe in Arbon als bischöfliche Pfandschaften.